# Urban Larsson
Urban Larsson – conhecido como Urban Målare – cuja biografia é desconhecida, foi um dos poucos nomes suecos da pintura da Era de Vasa (Vasatiden). Não é conhecida a data do seu nascimento, e a sua morte talvez tenha ocorrido entre 1568 e 1574.

São-lhe atribuídos o Quadro do Sol do tempo (Vädersolstavlan), com uma cópia exposta na Catedral de Estocolmo, e o ”Quadro da Herança (Arvstavlan), exibido no Palácio municipal de Estocolmo.